# 里施-罗特克罗伊茨
里施-罗特克罗伊茨（德語：Risch-Rotkreuz）是瑞士联邦楚格州的市镇。该市镇面积为22.90平方千米，海拔高度429米，2018年12月31日人口数为10,857。